# Hannelore Burosch
Hannelore Burosch   (Rostock, 16 de novembre de 1947) fou una jugadora d'handbol alemanya que va competir sota bandera de la República Democràtica Alemanya durant la dècada de 1970.
El 1976 va prendre part en els Jocs Olímpics de Mont-real, on guanyà la medalla de plata en la competició d'handbol.
En el seu palmarès també destaquen tres campionats del món d'handbol, el 1971, 1975 i 1978.
A nivells de clubs jugà al SC Empor Rostock.